# Idolatteria
Idolatteria là một chi bướm đêm thuộc phân họ Tortricinae của họ Tortricidae.

## Các loài
- Idolatteria cantharopisca Obraztsov, 1966
- Idolatteria fasciata Obraztsov, 1966
- Idolatteria maon (Druce, 1901)
- Idolatteria mydros Obraztsov, 1966
- Idolatteria orgias (Meyrick, 1930)
- Idolatteria pyropis Walsingham, 1914
- Idolatteria simulatrix Walsingham, 1914
- Idolatteria xanthocapna (Meyrick, 1930)